# Patrick Olivelle
Patrick Olivelle is een Sri Lankaans indoloog en als filoloog is hij gespecialiseerd in Sanskriet.
Hij studeerde Sanskriet, Pali en Indische religies bij Thomas Burrow en Robert Charles Zaehner aan de Universiteit van Oxford en behaalde daar in 1972 zijn BA. In 1974 promoveerde hij aan de Universiteit van Pennsylvania.
Van 1974 tot 1991 doceerde hij aan de Afdeling Religiewetenschappen van de Indiana University Bloomington en was daar  van 1984 tot 1990 afdelingshoofd. Vanaf 1991 was hij professor Sanskriet en Indische religie aan de Afdeling Aziatische studies van de Universiteit van Texas in Austin, waar hij van 1994 tot 2007 afdelingshoofd was.
In de jaren 1970 en 1980 publiceerde hij vooral over ascetisme en wereldverzaking. In de jaren 1990 richtte hij zich op de Upanishads en in 1993 publiceerde hij over het asramasysteem. In 1996 werd hem de Guggenheim Fellowship uitgereikt voor Humanities op het gebied van religie. Daarna publiceerde hij vooral over de Dharmasoetra's en Dharmashastra's.

## Werken

### Vertalingen
- 1992: Saṃnyāsa Upaniṣads. Hindu Scriptures on Asceticism and Renunciation, Oxford University Press
- 1996: Upaniṣads, Oxford University Press
- 1997: Pañcatantra. The Book of India's Folk Wisdom, Oxford University Press
- 1998: The Early Upaniṣads. Annotated Text and Translation, Oxford University Press
- 1999: Pañcatantra. The Book of India's Folk Wisdom, Oxford University Press
- 1999: Dharmasūtras. The Law Codes of Ancient India, Oxford University Press
- 2004: The Law Code of Manu, Oxford University Press
- 2005: Manu's Code of Law. A Critical Edition and Translation of the Mānava-Dharmaśāstra, Oxford University Press
- 2008: Life of the Buddha, New York University Pres
- 2009: The Law Code of Viṣṇu. A Critical Edition and Annotated Translation of the Vaiṣṇava-Dharmaśāstra, Harvard University Press

### Eigen werken
- 1974: The Origin and the Early Development of Buddhist Monachism, Gunasena
- 1986: Renunciation in Hinduism. A Medieval Debate, Volume 1, The Debate and the Advaita argument, Institut für Indologie der Universität Wien
- 1987: Renunciation in Hinduism. A Medieval Debate, Volume 2, The Viśiṣṭādvaita argument, Institut für Indologie der Universität Wien
- 1993: The Āśrama System. The History and Hermeneutics of a Religious Institution, Oxford University Press
- 1994: Rules and Regulations of Brahmanical Asceticism, State University of New York Press
- 2002: Food for Thought. Dietary Rules and Social Organization in Ancient India, Koninklijke Nederlandse Akademie van Wetenschappen
- 2005: Language, Texts, and Society. Explorations in Ancient Indian Culture and Religion, Firenze University Press
- 2006: Between the Empires. Society in India 300 BCE to 400 CE, Oxford University Press
- 2009: (ed.) Dharma. Studies in its Semantic, Cultural and Religious History, Motilal Banarsidass
- 2011: Ascetics and Brahmins. Studies in Ideologies and Institutions, Anthem Press
- 2013: King, Governance, and Law in Ancient India. Kautilya's Arthasastra, Oxford University Press
- 2016: A Dharma Reader. Classical Indian Law, Columbia University Press